# Motorcykel 258
Motorcykel 258 (Mc 258) är en motorcykel som svenska Försvarsmakten använder tillverkad av Husqvarna. Motorcykeln används av motorcykelordonnanser, trafiksoldater och militärpoliser. Mc 258 är klassad som tung motorcykel med begränsning, det vill säga klass A2, och är avsedd för förare och en passagerare. Den har en encylindrig luftkyld tvåtaktsmotor med automatisk 4-växlad låda. Med stor frigång och lång fjädringsväg medger motorcykeln körning i svår terräng - även med passagerare eller last.
3000 motorcyklar tillverkades, varav 1000 stycken har skrotats eller sålts, de övriga 2000 har överförts till Frivilliga Motorcykelkåren (FMCK).